# 1936
1936 (MCMXXXVI) fue un año bisiesto comenzado en miércoles según el calendario gregoriano.
En este año en España tuvo lugar el inicio de la guerra civil española, tras el fracaso parcial del golpe de Estado del 17 de julio de 1936, que dejó a España dividida en dos bandos: el bando republicano y el bando sublevado, asimismo, en el Reino Unido fue conocido como el "Año de los tres reyes", ya que Jorge V falleció en enero, Eduardo VIII abdicó el 11 de diciembre y Jorge VI reinó lo poco que quedaba de 1936 hasta 1952.

## Acontecimientos

### Enero
- 1 de enero: en el Diario Oficial de la Federación de México se publica el decreto presidencial del general Lázaro Cárdenas del Río, que ordena la creación del Instituto Politécnico Nacional.
- 4 de enero: la revista neoyorquina Billboard publica la primera lista de éxitos musicales del mundo.
- 6 de enero: 
  - Se renueva el tratado comercial franco-ruso, que para la Unión Soviética significa un crédito de 800 millones de francos.
  - En Alemania, el ministro del interior del Reich, Wilhelm Frick, decreta que las instituciones sanitarias y asistenciales lleven a cabo un "inventario racial biológico".
  - En Madrid, Alejandro Casona estrena su comedia Nuestra Natacha.
- 7 de enero: 
  - En Irán, el monarca Reza Shah ordena la abolición del hiyab y aparece en público junto a su esposa Taŷ ol-Moluk e hijas, por primera vez sin chador.
  - En España, el presidente de la Segunda República, Niceto Alcalá Zamora, decreta la disolución de las Cortes y convoca elecciones para el 16 de febrero.
- 11 de enero: en la República Dominicana, la Cámara de Representantes aprueba una ley por la que se cambia el nombre de la capital, Santo Domingo, por el de Ciudad Trujillo, por iniciativa del dictador Rafael Leónidas Trujillo (después de su gobierno será derogada).
- 15 de enero: en Londres, Japón se retira de la Conferencia Naval.
- 20 de enero: Eduardo VIII es proclamado monarca del Reino Unido y emperador de la India.

### Febrero
- 5 de febrero: en la serranía de Ronda (Málaga) se constituye una compañía para explotar la pizarra bituminosa.
- 7 de febrero: en Garmisch-Partenkirchen (Baviera, Alemania) se inauguran los Juegos Olímpicos de invierno de 1936.
- 9 de febrero: se constituye la primera Logia AJEF (Asociación de Jóvenes Esperanza de la Fraternidad), con el nombre de "Esperanza", iniciándose a 82 jóvenes en el salón de actos de la Gran Logia de la isla de Cuba.
- 10 de febrero: la Gestapo se coloca sobre la ley.
- 13 de febrero: 
  - Léon Blum, destacado parlamentario socialista francés, es agredido por jóvenes de extrema derecha y resulta herido en la cara y el cráneo.
  - En Londres se estrena la película Tiempos modernos, de Charles Chaplin.
- 14 de febrero: en Sevilla, el aviador cubano Antonio Menéndez Peláez concluye el vuelo Cuba-España.
- 16 de febrero: en España se celebran elecciones generales, con victoria de la coalición de partidos de izquierda denominada Frente Popular. Serán las últimas en más de 40 años.
- 17 de febrero: en Asunción (Paraguay), un pronunciamiento militar provoca la dimisión del presidente Eusebio Ayala y el nombramiento de Rafael Franco.
- 19 de febrero: comienza el primer gobierno de la Segunda República Española, que fue presidido por Manuel Azaña tras las elecciones que dieron la victoria al Frente Popular.
- 21 de febrero: 
  - La Diputación Permanente de las Cortes Españolas aprueba el proyecto de amnistía redactado por el Gobierno y que afecta a todos los presos políticos.
  - Se produce el cese del general Franco como jefe de Estado Mayor Central del Ejército, tras lo cual es trasladado a Canarias.

- 22 de febrero: en la ciudad de Sevilla se producen graves inundaciones.

- 26 de febrero: en Tokio los militares realizan una revuelta tras el éxito electoral de los liberales.

### Marzo
- 1 de marzo: Lluís Companys regresa a Barcelona para hacerse cargo del Gobierno de la Generalidad de Cataluña.
- 4 de marzo: en Alemania, el dirigible alemán LZ-129 Hindenburg realiza su vuelo inaugural.
- 7 de marzo: en Alemania Adolf Hitler ordena ocupar las zonas desmilitarizadas de la Renania.
- 14 de marzo: en España, Falange Española es declarada partido ilegal.
- 15 de marzo: 
  - Japón interviene en Shan Tung.
  - En la población argentina de Oberá (provincia de Misiones) cientos de colonos ucranianos, polacos y rusos con sus familias son baleados por la policía y por comerciantes locales los cuales en una manifestación pacífica que reclamaba un precio justo para los productos agrícolas. Hubo al menos 4 muertos y varios heridos.[1]
  - En España es encarcelado José Antonio Primo de Rivera.
- 22 de marzo: el montañista alemán Hans Georg Link efectúa el primer reconocimiento en solitario del monte Aconcagua, la cima más alta del continente. El primero en alcanzar la cima había sido el suizo Mattias Zurbriggen, el 14 de enero de 1897.
- 31 de marzo: el ejército etíope es destruido por los italianos.

### Abril
- 1 de abril: 
  - Austria decide la implantación del servicio militar obligatorio.
  - En Alemania, el reglamento de médicos del Reich, promulgado por Adolf Hitler, completa la auto-equiparación del colectivo médico que se encuentra en la Alemania nacionalsocialista.
  - En China, un terremoto de 6,7 sacude la región de Guangxi dejando 92 muertos.
- 7 de abril: 
  - En China, expedición de Chiang Kai-shek contra los militares de norte.
  - En España, las Cortes Generales destituyen al presidente de la República, Niceto Alcalá Zamora, al que sustituye Manuel Azaña.
- 10 de abril: en México el general Plutarco Elías Calles, abandona el país.
- 11 de abril: se estrena en toda España la película Morena Clara, dirigida por Florián Rey y protagonizada por Imperio Argentina, que constituye el mayor éxito comercial del cine español hasta entonces.[2][3]

### Mayo
- 10 de mayo: en España, Manuel Azaña es elegido presidente.
- 12 de mayo: en Italia se promulga una ley electoral que limita el derecho al voto. El Gran Consejo Fascista elegirá 400 diputados de una lista de candidatos presentada por diversas corporaciones. Los diputados serán después sometidos a plebiscito popular.
- 17 de mayo: 
  - En Bolivia, el coronel David Toro forma un gobierno militar que sustituye al presidido por Tejada Sorzano.
  - En Guatemala se funda el equipo de fútbol Club Social y Deportivo Municipal.

### Junio
- 5 de junio: en Francia se forma el gabinete del Frente Popular, presidido por Léon Blum.
- 8 de junio: en China, las tropas de Chiang Kai-shek toman Pekín.
- 28 de junio: el Estatuto Gallego es votado y aprobado por el 92 % de los representantes de las Cortes Españolas.

### Julio
- 13 de julio: El asesinato de José Calvo Sotelo se produjo en Madrid, España, en la madrugada del lunes 13 de julio de 1936, durante la Segunda República Española, cuando un grupo de guardias de asalto y miembros de las milicias socialistas encabezado por un capitán de la Guardia Civil de paisano se presentaron en el domicilio del líder monárquico José Calvo Sotelo con el pretexto de conducirlo a la Dirección General de Seguridad y, en el trayecto, el socialista Luis Cuenca Estevas le disparó dos tiros en la nuca, llevando a continuación su cuerpo al depósito de cadáveres del cementerio de La Almudena
- 17 de julio: estalla la sublevación en Melilla. Le siguen las demás plazas y todo el Protectorado de Marruecos. Los rebeldes dominan la situación. El gobierno, creyendo que se trata de un pronunciamiento, toma medidas insuficientes.
- 18 de julio: en las islas Canarias se subleva Franco y dirige un llamamiento a las divisiones y bases navales; se pone en camino hacia Marruecos. Queipo de Llano se apodera del mando de la II División y con escasas fuerzas controla algunos puntos estratégicos de Sevilla. En el sur se alzan en Jerez, Cádiz, Algeciras, Córdoba y Málaga; dudas en Granada. En Madrid se movilizan los sindicatos y los partidos de izquierda en apoyo del gobierno. Saliquet domina Valladolid y proclama el estado de guerra. En Burgos es destituido el general Batet y establecida la ley marcial. Apoyo de falangistas y derechistas en Castilla la Vieja. Franco pernocta en Casablanca. Dimisión de Casares Quiroga y formación de un efímero gobierno de Martínez Barrio que intenta pactar con el general Emilio Mola ofreciendo dos carteras a militares comprometidos. Fracasa el intento. El general franquista Miguel Cabanellas subleva las guarniciones de Aragón y envía a Mola fusiles y municiones. La CNT responde con una huelga general.
- 18 de julio: en España, Diego Martínez Barrio (de la Unión Republicana) se convierte en presidente del Gobierno.
- 19 de julio: al amanecer, se subleva Barcelona y otras guarniciones. Guardias de asalto y numeroso paisanaje, principalmente de la CNT-FAI, les combaten. El general Emilio Mola se subleva en Pamplona con la colaboración de requetés. Levantamiento en muchas ciudades de Castilla la Vieja y León. Tras dominar Palma de Mallorca, el general Goded se traslada a Barcelona para tomar el mando, pero los sublevados están siendo batidos y Goded es hecho prisionero. Se han sublevado Vitoria, Oviedo y Cáceres. En Madrid se forma un nuevo gobierno, presidido por José Giral (izquierdista republicano), se convierte en primer ministro, tras la renuncia de Diego Martínez Barrio. Se decide entregar armas a las organizaciones sindicales y partidos de izquierda.
- 19 de julio: en gran parte de la España no sublevada se desencadena espontáneamente una revolución social (conocida como Revolución social española de 1936), que puso en marcha el proceso de transferencia de propiedad más importante tras la Revolución rusa y que tuvo una índole fundamentalmente de liberación.
- 20 de julio: en Madrid es sofocado un levantamiento.
- 20 de julio: ataque contra el Cuartel de la Montaña y contra los sublevados de Getafe y Carabanchel que, tras una lucha breve pero intensa, son reducidos. Sublevación en Galicia y combates en La Coruña y en Vigo. A lo largo de la mañana son conquistados en Barcelona los últimos reductos rebeldes. La CNT-FAI se apodera de considerable armamento y controla la ciudad. En accidente de aviación muere el general sublevado José Sanjurjo. Comienzan a perfilarse ambas zonas y se organizan columnas.
- 21 de julio: se crea en Barcelona el Comité de Milicias Antifascistas. Dominado por la CNT-FAI, es el verdadero órgano de poder ejecutivo en la ciudad.
- 23 de julio: se forma en Burgos la Junta de Defensa Nacional presidida por Miguel Cabanellas. Los republicanos recuperan Alicante.
- 24 de julio: las columnas de la milicia catalana se dirigen a Aragón.
- 24 de julio: la columna Durruti sale de Barcelona hacia Zaragoza. Fundación del Partido Socialista Unificado de Cataluña (PSUC).
- 25 de julio: Durruti toma Caspe. Aviones franceses para la República aterrizan en Barcelona. Se decide la ayuda alemana a los sublevados.
- 28 de julio: llegan los primeros aviones enviados por los fascistas italianos y los nazis alemanes a los sublevados de la guerra.

### Agosto
- 1 de agosto: en Berlín (Alemania) se inauguran los XI Juegos Olímpicos de verano.
- 2 de agosto: en España, nuevo gobierno de la Generalidad de Cataluña con tres miembros del PSUC. El presidente del Gobierno José Giral emite un decreto por el que se prevé la incautación de las empresas relacionadas con los sublevados. En Valencia capitulan los cuarteles franquistas.
- 6 de agosto: en España, Franco llega a Sevilla procedente de Marruecos.
- 8 de agosto: en España, los Republicanos toman Ibiza y Formentera.
- 10 de agosto: en España, los sublevados ocupan Mérida. El Gobierno Republicano decreta la clausura de las instituciones religiosas de la Iglesia católica, que apoya a los sublevados.
- 11 de agosto: España, los sublevados fusilan sin juicio al andalucista Blas Infante (51).
- 12 de agosto: en el castillo de Montjuic (Barcelona), un consejo de guerra manda fusilar a los generales golpistas Manuel Goded y Fernández Burriel.
- 14 de agosto:
  - en España, Badajoz cae en poder de las columnas de Yagüe. Fusilamiento de 4000 personas afines a la República (2000 según otras fuentes) entre la noche del 14 de agosto y la mañana del 15.
  - en Galicia, es asesinado por un grupo de falangistas el artista gráfico e intelectual galleguista Camilo Díaz Baliño, padre del ceramista y empresario galleguista Isaac Díaz Pardo.
- 16 de agosto: en la isla de Mallorca desembarca un contingente republicano de casi 10 000 hombres (al mando del capitán Alberto Bayo).
- 18 de agosto: en la localidad española de Víznar (Granada), el poeta Federico García Lorca es asesinado a balazos por elementos fascistas.
- 23 de agosto: en el marco de la guerra civil española son asesinados en la Cárcel Modelo de Madrid, sin juicio ni causa sumarísima, Melquíades Álvarez, Manuel Rico, Fernando Primo de Rivera, José Martínez de Velasco y Escolar, y Julio Ruiz de Alda entre otros.

- 25 de agosto: llega a Barcelona el cónsul soviético Antonov Ovseenko.
- 26 de agosto: Egipto firma el tratado con el Reino Unido por el que obtiene la total independencia.
- 31 de agosto: el transatlántico británico Queen Mary consigue la victoria en la competición oficiosa de velocidad conocida como La Cinta Azul.

### Septiembre
- 2 de septiembre: en Valladolid, Manuel Hedilla es designado jefe provisional de la Junta de Mando de Falange.
- 3 de septiembre: la ciudad de Talavera de la Reina (España) es ocupada por los sublevados. Los republicanos son definitivamente rechazados de Mallorca.
- 4 de septiembre: en España dimite José Giral. Francisco Largo Caballero (diputado del PSOE) forma el primer gobierno de guerra, con participación de republicanos, socialistas y comunistas.
- 5 de septiembre: las tropas del general golpista Emilio Mola conquistan Irún.
- 7 de septiembre: 
  - Josep Renau es nombrado director general de Bellas Artes.
  - En el zoológico de Hobart (capital de Tasmania) fallece Benjamín, el último tigre de Tasmania.
- 9 de septiembre: se celebra en Londres la primera reunión del Comité de No Intervención a la que asisten 25 países con la ausencia de Portugal.
- 13 de septiembre: las columnas del general golpista Emilio Mola entran en San Sebastián. La República decide trasladar el oro a Cartagena.
- 14 de septiembre: 
  - En la Ciudad del Vaticano ―en el marco de la guerra civil española―, en una audiencia concedida a 500 peregrinos católicos españoles, el papa Pío XI se refiere al «odio satánico contra Dios» de los republicanos españoles.
  - En Alemania, Hitler promulga el plan cuatrienal para prepararse para la guerra.
- 22 de septiembre: el político socialista Indalecio Prieto, ministro de Marina y Aire, ordena el traslado de la flota republicana al mar Cantábrico.
- 25 de septiembre: se prohíbe por decreto cualquier actividad política y sindical en la zona sublevada.
- 26 de septiembre: 
  - Se disuelve el Comité Central de Milicias Antifascistas de Cataluña. La CNT entra a formar parte del gobierno de la Generalidad. Decreto nacional que anula la Reforma Agraria y restituye las tierras a los antiguos propietarios.
  - En el marco de la guerra civil española, la CNT se une a la Generalidad de Cataluña, la 112° División de Queipo de Llano conquista Granja de Torrehermosa.
- 27 de septiembre: el general sublevado José Enrique Varela vence el asedio del Alcázar de Toledo.
- 28 de septiembre: las tropas del general Franco toman Toledo.
- 30 de septiembre: decreto de militarización de las milicias, se crea el Ejército Popular.

### Octubre
- 1 de octubre: Francisco Franco es nombrado jefe del Estado español en la zona sublevada.
- 2 de octubre: la Ley de Organización Administrativa dictada por el general Franco crea en la Zona sublevada de España la Junta Técnica del Estado, el Gobierno General, la Secretaría de Relaciones Exteriores y la Secretaría General del jefe del Estado.
- 6 de octubre: el Decreto 9 dictado por Franco crea la Secretaría de Guerra.
- 12 de octubre: llegada de la primera ayuda soviética a favor de la República Española.
- 18 de octubre: Un terremoto de 5,9 deja 19 muertos y un número desconocido de heridos en el norte de Italia.
- 25 de octubre: se firma un tratado entre Alemania e Italia que se convierte en el Pacto del Eje al unirse Japón en 1940.
- 29 de octubre: en el marco de la guerra civil española, son asesinados en Aravaca Ramiro de Maeztu y Ramiro Ledesma Ramos, mediante unas sacas hechas en la Cárcel Modelo.

### Noviembre
- 1 de noviembre: la CNT se une al gobierno central de Madrid.
- 3 de noviembre: Elecciones presidenciales de Estados Unidos de 1936. El presidente demócrata Franklin D. Roosevelt gana los comicios y es reelegido con una aplastante ventaja sobre el republicano Alf Landon de 523 votos electorales frente a los escasos 8 obtenidos por los republicanos.
  - un terremoto de 7,4 en Japón deja varios heridos y edificios destruidos.
- 6 de noviembre: el Gobierno español huye de Madrid a Valencia.
- 20 de noviembre: 
  - En España, las tropas franquistas atacan Madrid.
  - José Antonio Primo de Rivera, fundador de la Falange Española es fusilado en la prisión de Alicante.
  - Buenaventura Durruti, sindicalista y revolucionario anarquista, muere en extrañas circunstancias combatiendo en el frente de Madrid.
- 23 de noviembre: en Nueva York (Estados Unidos) aparece el primer número de la revista Life.
- 25 de noviembre: 
  - En España, las fuerzas nacionales bombardean durante 4 horas la ciudad de Cartagena, causando graves daños a la flota republicana.
  - El emperador de Japón firma con Alemania un pacto anticomunista.
- 30 de noviembre: 
  - En España comienza la Ofensiva de Villarreal.
  - The Crystal Palace se destruye a causa de un incendio

### Diciembre
- 2 de diciembre: incidente de Xian: Chang Hue Liang y Yang Hut Sheng hacen prisionero a Chiang Kai-shek para obligarle a adoptar una política más activa en contra de Japón y un acercamiento a la Unión Soviética.
- 5 de diciembre: creación de la constitución de la Unión Soviética.
- 11 de diciembre: 
  - incidente de Sian, Chiang Kai-Shek es arrestado y obligado a formar un frente para oponerse a los invasores japoneses.
  - El rey Eduardo VIII abdica oficialmente al trono británico tras 325 días de reinado como rey de Reino Unido e Irlanda del norte y emperador de la India siendo el primero en hacerlo de manera voluntaria, lo sucederá su hermano menor Alberto, quien adopta el nombre de Jorge VI.
- 14 de diciembre: inicia la huelga petrolera en Venezuela de 1936.
- 16 de diciembre: en México, el presidente Lázaro Cárdenas del Río dispuso la creación de un parque nacional de Citlaltépetl de 19.750 ha, que engloba el cono volcánico y su área circundante, incluyendo en los municipios de Tlachichuca, Ciudad Serdán, La Perla, Mariano Escobedo y Calcahualco, entre otros en los estados de Puebla y Veracruz.
- 17 de diciembre: 
  - Guerra civil española: llegada de los primeros voluntarios fascistas italianos a España.
  - El POUM es expulsado de la Generalidad de Cataluña.
- 23 de diciembre: el apoyo popular obliga al gobierno a reconocer al consejo de Aragón.
- 24 de diciembre: termina la batalla Villarreal

### Sin fecha
- Pacto germano-italiano, futuro Eje Roma-Berlín-Tokio.
- En Galicia, los sublevados prohíben la publicación de la revista gallega Nós (y asesinan a sus responsables, como Ángel Casal).
- En Alemania Hitler legaliza la cocaína en polvo y castra a mil judíos

## Nacimientos

### Enero
- 1 de enero: Manuel Revuelta González, historiador jesuita español (f. 2019).
- 6 de enero:
  - Julio María Sanguinetti, presidente uruguayo.
  - Antonio López, pintor español.
- Alejandro Baltazar Maldonado Aguirre Presidente de Guatemala 2015-2016.
- 10 de enero: Robert Woodrow Wilson, científico estadounidense.
- 13 de enero: Tomás Rolan, futbolista uruguayo (f. 2014).
- 20 de enero: Frances Roche, aristócrata británica, madre de Lady Di (f. 2004).
- 28 de enero: 
  - Alan Alda, actor estadounidense.
  - Ismail Kadaré, escritor albanés (f. 2024).

### Febrero
- 8 de febrero: Kitty de Hoyos: actriz mexicana (f. 1999).
- 11 de febrero: 
  - Edith Mathis, soprano suiza.
  - Burt Reynolds, actor estadounidense (f. 2018).
- 12 de febrero: Joe Don Baker, actor estadounidense (f. 2025).
- 14 de febrero: Antonio Porpetta, poeta español.
- 16 de febrero: Fernando Pino Solanas, cineasta y político argentino (f. 2020).
- 17 de febrero: Jim Brown, jugador de fútbol americano y actor estadounidense (f. 2023).
- 18 de febrero: Jean M. Auel, novelista estadounidense.
- 23 de febrero: Federico Luppi, actor argentino (f. 2017).
- 24 de febrero:
  - Luis Aguilé, cantautor argentino-español (f. 2009).
  - Guillermo O'Donnell, politólogo argentino (f. 2011).
- 29 de febrero: 
  - Alex Rocco, actor estadounidense (f. 2015).
  - Ives Roqueta, político, activista y escritor francés en lengua occitana (f. 2015).
  - Marin Sorescu, poeta, dramaturgo, y novelista rumano (f. 1996).

### Marzo
- 4 de marzo: Jim Clark, piloto británico de automovilismo (f. 1968).
- 6 de marzo: 
  - Angelino Fons, cineasta español.(f. 2011).
  - Choummaly Sayasone, presidente de Laos.
- 7 de marzo: 
  - Antonio Mercero, director español de cine y televisión.(f. 2018)
  - Georges Perec, escritor francés (f. 1982).
- 10 de marzo: Joseph Blatter, presidente suizo de la FIFA.
- 15 de marzo: Francisco Ibáñez, historietista español.
- 18 de marzo: Frederik de Klerk, presidente surafricano.(f.2021)
- 19 de marzo: Ursula Andress, actriz y modelo suiza.
- 20 de marzo: Lee Perry, músico jamaicano. (f. 2021)
- 25 de marzo: Gerardo Reyes, cantante mexicano (f. 2015).
- 28 de marzo: Mario Vargas Llosa, escritor y político peruano.

### Abril
- 5 de abril: Julieta Kirkwood, socióloga y politóloga feminista chilena (f. 1985).
- 6 de abril: Edgardo Gabriel Storni, arzobispo argentino (f. 2012).
- 8 de abril: Manuel Aramburu, pintor español (f. 2015)
- 11 de abril: Francisco Paesa, detective español (f. 2023).
- 14 de abril: Marco Antonio Dorantes, árbitro de fútbol mexicano (f. 2012).
- 15 de abril: Raymond Poulidor, ciclista profesional francés (f 2019).
- 22 de abril: 
  - Eiko Masuyama, actriz de voz japonesa.
  - Glen Campbell, cantante estadounidense. (f. 2017)
- 26 de abril: Llorenç Vidal Vidal, poeta español, fundador del Día Escolar de la No Violencia y la Paz (DENIP).
- 27 de abril: Néstor Gonçalves, futbolista uruguayo (f. 2016).
- 29 de abril: Zubin Mehta, conductor de orquestas indio.
- 30 de abril: Antonio García-Bellido, biólogo español.

### Mayo
- 2 de mayo: Norma Aleandro, actriz y guionista argentina.
- 2 de mayo: Engelbert Humperdinck, cantante británico.
- 3 de mayo: Manuel Pachón, actor colombiano (f. 2021).
- 6 de mayo: Brian Johns, periodista australiano (f. 2016).
- 8 de mayo: Kazuo Koike, escritor japonés (f. 2019).
- 8 de mayo: Héctor Núñez, futbolista uruguayo (f. 2011).
- 9 de mayo: Albert Finney, actor británico (f. 2019).
- 12 de mayo: Klaus Doldinger, músico y saxofonista alemán.
- 12 de mayo: Guillermo Endara, político y abogado panameño (f. 2009), 32.º presidente de Panamá entre 1989 y 1994, fundador del partido Vanguardia Moral de la Patria, relacionado con narcotraficantes.[4]
- 12 de mayo: Millie Perkins, actriz estadounidense.
- 12 de mayo: Tom Snyder, presentador de programas de entrevistas y periodista estadounidense (f. 2007).
- 12 de mayo: Frank Stella, pintor y escultor estadounidense (f. 2024).
- 16 de mayo: Cesáreo Gabaráin, compositor español (f. 1991).
- 16 de mayo: Dolores Vargas, cantante española de flamenco y rumba catalana (f. 2016).
- 17 de mayo: Dennis Hopper, actor estadounidense (f. 2010).
- 19 de mayo: Ana María Pérez del Campo, activista feminista.
- 20 de mayo: Anthony Zerbe, actor estadounidense.
- 30 de mayo: Keir Dullea, actor estadounidense.

### Junio
- 4 de junio: Bruce Dern, actor estadounidense.
- 6 de junio: 
  - Sotir Kosta, escultor albanés.
  - Maysa, cantante y compositora brasileña (f. 1977).
  - Malangatana Ngwenya, artista plástico y poeta mozambiqueño (f. 2011).
- 12 de junio: Nelly Fontán, actriz argentina de cine, teatro y televisión (f. 2003).
- 15 de junio: William Levada, cardenal estadounidense
- 17 de junio: Ken Loach, director de cine británico.
- 18 de junio: 
  - Ronald Venetiaan, político surinamés.
  - Denny Hulme, piloto de automovilismo neozelandés (f. 1992).
- 19 de junio: Takeshi Aono, seiyū japonés (f. 2012).
- 22 de junio: Kris Kristofferson, cantante estadounidense (f. 2024).
- 23 de junio: 
  - Carlos Fonseca, profesor, político y revolucionario nicaragüense (f. 1976).
  - Raúl Aubel, actor argentino (f. 1997).
  - Richard Bach, escritor estadounidense.
  - Costas Simitis, político griego, primer ministro entre 1996 y 2004.
- 25 de junio: Jusuf Habibie, 3.er presidente de Indonesia(f. 2019).
- 27 de junio: Flor Vargas, actriz colombiana.
- 30 de junio: Tony Dallara, cantante, personalidad de la televisión, y actor italiano.

### Julio
- 5 de julio: James Mirrlees, economista británico, Premio en Ciencias Económicas en memoria de Alfred Nobel en 1996. (f.2018).
- 6 de julio: Waldemar Espinoza, etnohistoriador peruano.
- 7 de julio: Jo Siffert, piloto de automovilismo suizo (f. 1971).
- 12 de julio: Ana María Cassán (Anne-Marie Paillard), actriz y modelo francesa con carrera en Argentina (f. 1960).
- 14 de julio: Héctor Ulloa, actor colombiano (f. 2018).
- 19 de julio: Lucha Reyes, cantante peruana.( f 1973).
- 21 de julio: Julio Valdeón Baruque, historiador español.(f 2009).
- 27 de julio: 
  - Miguel García Candiota, trovador español (f. 2007).
  - Josep Termes, historiador español (f. 2011).
- 28 de julio: Norberto Galasso, historiador argentino.
- 29 de julio: Alcibiades González Delvalle, periodista, dramaturgo y narrador paraguayo.
- 30 de julio: 
  - Pilar de Borbón, infanta española (f. 2020).
  - Buddy Guy, guitarrista y cantante estadounidense de blues.
- 31 de julio: 
  - Gilberto Echeverri Mejía, político, empresario e ingeniero colombiano (f. 2003).

### Agosto
- 1 de agosto: Yves Saint Laurent, modisto francés (f. 2008).
- 11 de agosto: Susana Duijm, modelo venezolana, primera latina electa Miss Mundo.
- 14 de agosto: Aurora Clavel, actriz mexicana.
- 15 de agosto: Pat Priest, actriz estadounidense.
- 18 de agosto: Robert Redford, actor y cineasta estadounidense.
- 29 de agosto: John McCain, político estadounidense, candidato a la presidencia (f. 2018).
- 30 de agosto: Rosamel Araya, cantante chileno de boleros (f. 1996).

### Septiembre
- 3 de septiembre: Zine El Abidine Ben Ali, presidente tunecino (f. 2019).
- 7 de septiembre: 
  - Brian Hart, piloto de automovilismo e ingeniero británico (f. 2014).
  - Buddy Holly, compositor, cantante y guitarrista estadounidense (f. 1959).
  - Jorge Porcel, actor, cantante y comediante argentino (f. 2006).
- 10 de septiembre: 
  - Rodolfo Ortega Peña, intelectual y político argentino (f. 1974).
  - Jaime Morales Carazo, banquero y político nicaragüense.
- 13 de septiembre: 
  - Marifé de Triana, cantante de copla española.(f 2013).
  - Werner Hollweg, tenor alemán (f. 2007).
- 14 de septiembre: Walter Koenig, actor estadounidense.
- 16 de septiembre: Juhayman al-Otayb, militante y activista saudita (f. 1980).
- 22 de septiembre: Art Metrano, actor estadounidense (f. 2021).
- 24 de septiembre: Jim Henson, productor y director estadounidense (f. 1990).
- 26 de septiembre: Luis Fernando Verissimo, escritor brasileño.
- 27 de septiembre: Joselo, actor y comediante venezolano (f. 2013).
- 29 de septiembre: Silvio Berlusconi, político, empresario, inversor, periodista deportivo y magnate de los medios italiano (f.2023).

### Octubre
- 1 de octubre: 
  - Jorge «Cuque» Sclavo, escritor, humorista, periodista y publicista uruguayo (f. 2013).
  - Edward Villella, bailarín y coreógrafo estadounidense.
- 2 de octubre: 
  - Dick Barnett, baloncestista estadounidense.
  - Duncan Edwards, futbolista británico.( f 1958)
  - Fernando Sánchez Dragó, ensayista, novelista y crítico literario español (f.2023).
- 5 de octubre: Václav Havel, escritor, dramaturgo y político checo (f. 2011).
- 9 de octubre: Brian Blessed, actor británico.
- 10 de octubre: Gerhard Ertl, químico alemán.
- 13 de octubre: Christine Nöstlinger, escritora austriaca de literatura juvenil.( f 2018).
- 19 de octubre: 
  - Eliana Araníbar Figueroa, política chilena (f. 2013).
  - Sylvia Browne, psíquica y estafadora estadounidense (f. 2013).
  - Beatriz Día Quiroga, actriz argentina de radio y televisión.(f 2016).
  - Tony Lo Bianco, actor estadounidense (f. 2024).
  - Aleida March, guerrillera cubana, exesposa del Che Guevara.
- 20 de octubre: María Clara Zurita, actriz mexicana.
- 23 de octubre: Philip Kaufman, cineasta estadounidense.
- 25 de octubre: Masako Nozawa, seiyū japonesa.
- 31 de octubre: Michael Landon, actor estadounidense (f. 1991).

### Noviembre
- 4 de noviembre: Miguel Ángel Landa, actor, director y productor venezolano.
- 5 de noviembre: Uwe Seeler, futbolista alemán.
- 7 de noviembre: Gwyneth Jones, soprano galesa.
- 9 de noviembre: 
  -  Eduardo Punset, jurista, escritor, economista, político y divulgador científico español (f. 2019).
  - Mijaíl Tal, ajedrecista letón (f. 1992).
- 11 de noviembre: Alberto Vázquez-Figueroa, novelista español.
- 13 de noviembre: Dacia Maraini, novelista, poeta, dramaturga, ensayista y guionista cinematográfica italiana.
- 14 de noviembre: 
  - Carey Bell, músico estadounidense de blues (f. 2007).
  - Luis Enrique Fierro, médico pediatra, poeta y activista cultura ecuatoriano (f. 1936).
  - Josefina Molina, directora de cine, guionista, realizadora de televisión, novelista y directora de escena española.
- 16 de noviembre: Antonio Gades, coreógrafo y bailarín español (f. 2004).
- 18 de noviembre: Margarita Prieto Yegros, poeta, escritora e historiadora paraguaya (f. 2017).
- 20 de noviembre: Fidel Sepúlveda Llanos, poeta, investigador, profesor y académico chileno (f. 2006).
- 25 de noviembre: Matt Clark, actor estadounidense.
- 26 de noviembre: Chachita (Evita Muñoz), actriz mexicana (f. 2016).

### Diciembre
- 1 de diciembre: María Servini de Cubría, jueza argentina.
- 4 de diciembre: John Giorno, poeta estadounidense.(f 2019).
- 6 de diciembre: David Ossman, comediante y escritor estadounidense.
- 8 de diciembre: David Carradine, actor estadounidense (f. 2009).
- 16 de diciembre: Regina Betancourt de Liska, Mentalista practicante del esoterismo y expolitica Colombiana.
- 17 de diciembre: Francisco (Jorge Mario Bergoglio), papa argentino del 2013 al 2025 (f. 2025).
- 22 de diciembre: 
  - Héctor Elizondo, actor hispano-puertorriqueño.
  - José Luis Martín Rodríguez, historiador español (f. 2004).
- 25 de diciembre: 
  - Raúl del Pozo, periodista y escritor español.
  - Otto Dörr Zegers, médico, cirujano, psiquiatra y profesor chileno.
- 27 de diciembre: Ramón Miralles, futbolista español.
- 29 de diciembre: Mary Tyler Moore, actriz estadounidense. (f. 2017)
- 30 de diciembre: Mike Spence, piloto británico de automovilismo (f. 1968).
- 31 de diciembre: Siw Malmkvist, cantante sueca.

### Fecha desconocida
- Rodolfo Armas Merino, médico chileno.

## Fallecimientos

### Enero
- 5 de enero: Ramón María del Valle-Inclán, escritor español (n. 1866).
- 16 de enero: Shapurji Saklatvala, político británico de origen indio (n. 1874).
- 18 de enero: Rudyard Kipling, escritor británico, premio nobel de literatura en 1907 (n. 1865).
- 20 de enero: Jorge V, rey británico (n. 1865).

### Febrero
- 25 de febrero: Horace de Vere Cole fallece.
- 27 de febrero: Iván Petrovich Pavlov, fisiólogo ruso, premio nobel de medicina en 1904 (n. 1849).
- 28 de febrero: Charles Nicolle, médico francés, premio nobel de medicina en 1928 (n. 1866).

### Abril
- 8 de abril: Robert Bárány, médico austríaco, premio nobel de medicina en 1914 (n. 1876).
- 9 de abril: Dolores de Gortázar, escritora y maestra española (n. 1872).
- 23 de abril: Eugenio Noel (Eugenio Muñoz Díaz), escritor español (n. 1885).
- 28 de abril: Fuad I de Egipto, sultán (1917-1922) y rey (1922-1936) de Egipto y de Sudán (n. 1868).

### Mayo
- 30 de marzo: Conchita Supervía, mezzosoprano española (n. 1895).
- 8 de mayo: Oswald Spengler, filósofo y matemático alemán (n. 1880).
- 8 de mayo: Teresa de la Parra, escritora venezolana (n. 1889).
- 13 de mayo: Felipe Pinglo Alva, compositor peruano (n. 1899).
- 25 de mayo: Heinrich Rickert, filósofo alemán (n. 1863).

### Junio
- 14 de junio: G. K. Chesterton, escritor británico (n. 1874).
- 18 de junio: Máximo Gorki, escritor ruso (n. 1868).
- 21 de junio: Atilio Malinverno, pintor argentino (n. 1890).
- 22 de junio: Moritz Schlick, físico y filósofo alemán (n. 1882)

### Julio
- 13 de julio: José Calvo Sotelo, político español (n. 1893).
- 20 de julio: José Sanjurjo, militar español (n. 1872).
- 20 de julio: Francisco Ascaso, anarcosindicalista español (n. 1901).
- 23 de julio: Virgilio Leret Ruiz, militar español (n. 1902).
- 23 de julio: Onésimo Redondo, militar fascista español (n. 1905).
- 24 de julio: Miguel Núñez de Prado, militar español (n. 1882).
- 28 de julio: Pedro Poveda Castroverde, sacerdote español (n. 1874).

### Agosto
- 6 de agosto: Ramón Acín Aquilué, pintor, escultor y periodista español (n. 1888).
- 11 de agosto: Blas Infante, político español (n. 1885).
- 15 de agosto: Grazia Deledda, escritora italiana, premio nobel de literatura en 1926 (n. 1871).
- 18 de agosto: Federico García Lorca, poeta español (n. 1898).
- 22 de agosto: Melquiades Álvarez, político español (n. 1864).
- 22 de agosto: Osvaldo Capaz Montes, militar español (n. 1894).
- 23 de agosto: Julio Ruiz de Alda, aviador español (n. 1897).
- 23 de agosto: José Martínez Velasco, abogado y político español (n. 1875).
- 23 de agosto: Mariano Juan María de la Cruz García Méndez, religioso español (n. 1891).
- 25 de agosto: Grigori Zinóviev, político soviético (n. 1883).
- 25 de agosto: Lev Kámenev, político soviético (n. 1883).

### Septiembre
- 4 de septiembre: Leopoldo Matos y Massieu, abogado y político español (n. 1878).
- 6 de septiembre: José Manuel Aizpurúa, arquitecto español (n. 1902).
- 14 de septiembre: Irving Thalberg, productor de cine estadounidense (n. 1899).
- 17 de septiembre: Henry Le Châtelier, químico francés (n. 1850)
- 6 de octubre: Andrés Carranque de Ríos, novelista y actor español (n. 1902).

### Octubre
- 6 de octubre: José Galán Hernández, escritor español (n. 1893).
- 6 de octubre: Valère Bernard, poeta, escultor y grabador francés. (n. 1860).
- 11 de octubre: Amparo Barayón, pianista y activista anarquista, republicana, socialista y feminista española (n. 1904).
- 29 de octubre: Ramiro de Maeztu, escritor y político español (n. 1875).

### Noviembre
- 6 de noviembre: Ernesto Winter, pedagogo, ingeniero de minas y humanista español (n. 1873).
- 17 de noviembre: Ernestine Schumann-Heink, cantante austriaco de ópera (n. 1861).
- 20 de noviembre: José Antonio Primo de Rivera, abogado y político español (n. 1903).
- 20 de noviembre: Buenaventura Durruti, revolucionario anarquista y sindicalista español (n. 1896).
- 27 de noviembre: Edward Bach, médico británico (n. 1886).
- 28 de noviembre: Pedro Muñoz Seca, escritor español (n. 1879).

### Diciembre
- 9 de diciembre: Juan de la Cierva y Codorníu, inventor español (n. 1895).
- 10 de diciembre: Luigi Pirandello, escritor italiano, premio nobel de literatura en 1934 (n. 1867).
- 18 de diciembre: Leonardo Torres Quevedo, ingeniero e inventor español (n. 1852).
- 27 de diciembre: Mehmet Akif Ersoy, poeta turco (n. 1873).
- 28 de diciembre: John Cornford, poeta británico (n. 1915).
- 31 de diciembre: Miguel de Unamuno, escritor y filósofo español (n. 1864).

## Arte y literatura
- Miguel Hernández: El rayo que no cesa.
- Azorín: en Madrid se estrena La guerrilla, obra teatral.
- Federico García Lorca: La casa de Bernarda Alba, Comedia sin título.
- Pedro Henríquez Ureña: La cultura y las letras coloniales en Santo Domingo.
- Margaret Mitchell: Lo que el viento se llevó.
- Karel Čapek: La guerra de las salamandras.
- Agatha Christie: El misterio de la guía de ferrocarriles, Cartas sobre la mesa, Asesinato en Mesopotamia.
- Daphne du Maurier: La posada de Jamaica.
- William Faulkner: ¡Absalom, Absalom!.
- George Orwell: Que no muera la aspidistra.
- Ayn Rand: Los que vivimos.
- G. K. Chesterton: Las paradojas del Sr. Pond.

## Música
- 19 de abril: estreno del concierto para violín Dem Andenken eines Engels de Alban Berg en Barcelona.
- Benny Goodman pública su popular canción Sing Sing Sing.

## Ciencia y tecnología
- Erich Fromm: Autoridad y familia.
- Walter Benjamin: La obra de arte en la era de su reproducibilidad técnica.
- Alan Turing: publica su ensayo sobre Número computable que da nacimiento a la Máquina de Turing y con ella a las Ciencias de la computación.

## Deporte
- Juegos Olímpicos en Berlín (Alemania).
- Guatemala: se funda el CSD Municipal en la Ciudad Guatemala.
- Argentina: se inaugura el estadio del Club Atlético Tigre, el Coliseo de Victoria.
- Argentina: el Club Atlético River Plate es campeón de la primera división de Argentina por cuarta vez en su historia.
- Chile: Audax Italiano se consagra campeón por primera vez en su historia.

## Cine
- Agente secreto (Secret Agent), de Alfred Hitchcock.
- Al servicio de las damas (My Man Godfrey), de Gregory La Cava.
- Allá en el Rancho Grande de Fernando de Fuentes (México). Comedia ranchera que inició la llamada Época de Oro del Cine Mexicano, logrando el primer reconocimiento internacional para el cine mexicano en el Festival de Venecia en la categoría de mejor fotografía para Gabriel Figueroa y también logró ser la primera en estrenarse con subtítulos en EE. UU.
- El bosque petrificado (The petrified forest), de Archie Mayo.
- Camino a la gloria (The Road to Glory), de Howard Hawks.
- El camino del pino solitario (Trail of the Lonesome Pine), de Henry Hathaway.
- La carga de la Brigada Ligera (The Charge of the Light Brigade), de Michael Curtiz.
- Cásate y verás (The Bride Walks Out), de Leigh Jason.
- Centinela ¡alerta!, de Jean Gremillon.
- Desengaño (Dodsworth), de William Wyler.
- Swing Time, de George Stevens (con Fred Astaire y Ginger Rogers).
- Esos tres (These three), de William Wyler.
- Furia (Fury), de Fritz Lang.
- El gran tipo (Great Guy), de John G. Blystone.
- El gran Ziegfeld (The Great Ziegfeld), de Robert Z. Leonard.
- Das hofkonzert (Hofkonzert, Das), de Douglas Sirk.
- Klondike Annie (Klondike Annie), de Raoul Walsh.
- Margarita Gautier (Camille), de George Cukor.
- María Estuardo (Mary Of Scotland), de John Ford.
- Morena Clara, de Florián Rey (con Imperio Argentina).
- El pequeño lord (Little Lord Fauntleroy), de John Cromwell.
- Rembrandt (Rembrandt), de Alexander Korda.
- Rivales (Come ang get it), de William Wyler y Howard Hawks.
- Sabotaje (Sabotage), de Alfred Hitchcock.
- El secreto de vivir (Mr. Deeds Goes to Town), de Frank Capra.
- Sigamos la flota (Follow the Fleet), de Mark Sandrich (con Fred Astaire y Ginger Rogers).
- Tiempos modernos (Modern Times), de Charles Chaplin.
- La tragedia de Louis Pasteur (The Story of Louis Pasteur), de William Dieterle.
- Una partida de campo (Une partie de campagne), de Jean Renoir.
- Una mujer se rebela (A Woman Rebels), de Mark Sandrich.
- La vía láctea (The Milky Way), de Leo McCarey y Norman Z. McLeod.
- La vida futura (Things to Come), de William Cameron Menzies.

## Premios Nobel
- Física: Victor Franz Hess, Carl David Anderson.[5]
- Química: Petrus Josephus Wilhelmus Debye.[5]
- Medicina: Henry Hallett Dale, Otto Loewi.[5]
- Literatura: Eugene Gladstone O'Neill.[5]
- Paz: Carlos Saavedra Lamas.[5]